# ○○の父一覧 た行
○○の父一覧 た行（まるまるのちちいちらん たぎょう）は、ウィキペディア日本語版の記事「○○の父一覧」に存在する「〇〇の父」と比喩的に呼ばれている人物の内、た行に分類される人物の一覧である。

## た
- チャールズ・ダーウィン - 進化論の父[1][2]
- ウィリアム・ターナー - father of English botany（イギリス植物学の父）[3][4]
- フレデリック・ターマン - シリコンバレーの父[5][6][7]
- ヨハン・クリスチャン・ダール - ノルウェーの風景画の父[8][9][10]
- ヘンリー・ダイアー - 日本の近代科学技術教育の父[11][12]
- ゴットリープ・ダイムラー - 自動車実用化の父[13]
- エドワード・バーネット・タイラー - 人類学の父、イギリス人類学の父[14][15]
- 高木兼寛（たかき・かねひろ） - ビタミンの父[16][17]
- 高木憲次（たかぎ・けんじ） - 肢体不自由児療育の父、肢体不自由児の父、療育の父[18][19][20]
- 高木貞治（たかぎ・ていじ） - 近代日本数学の父[21]
- 高木友枝（たかぎ・ともえ） - 台湾医学衛生の父[22][23]
- 高篠静雄（たかしの・しずお） - ウォークマンの父[24][25]
- 高島嘉右衛門（たかしま・かえもん） - 横浜の父[26][27]
- 髙梨仁三郎（たかなし・にさぶろう） - 日本のコカ・コーラの父[28]
- 高野佐三郎（たかの・ささぶろう） - 近代剣道の父[29][30]
- 高橋国光（たかはし・くにみつ） - The Father of Drifting（ドリフトの父）[31][32]
- 高橋長十郎（たかはし・ちょうじゅうろう） - 製糸業発展の父[33][34]
- 高橋由一（たかはし・ゆいち） - 近代洋画の父[35][36]
- 高林謙三（たかばやし・けんぞう） - 製茶機械の父[33][37][38]
- 高峰譲吉（たかみね・じょうきち） - バイオテクノロジーの父、近代バイオテクノロジーの父、アドレナリンの父[39][40][41][42][43]
- 高柳健次郎（たかやなぎ・けんじろう） - テレビの父[44][45]
- 高山良策（たかやま・りょうさく） - 怪獣の父[46][47]
- ヴィリアメ・タカヤワ - フィジー柔道の父[48][49]
- James Douglas（ジェームズ・ダグラス） - The Father of British Columbia（ブリティッシュコロンビアの父）[50][51]
- 武井武（たけい・たけし） - フェライトの父[52]
- 武井守成（たけい・もりしげ） - 日本マンドリン界の父[53][54]
- ルイ・ジャック・マンデ・ダゲール - 写真の父[55][56]
- 竹澤長衛（たけざわ・ちょうえ） - 南アルプス開拓の父[57][58]
- 武田五一（たけだ・ごいち） - 関西建築界の父、関西近代建築の父[59][60][61][62]
- 武田忠一郎（たけだ・ちゅういちろう） - 東北民謡の父[63][64]
- 武田久吉（たけだ・ひさよし） - 尾瀬の父[65][66]
- 竹鶴政孝（たけつる・まさたか） - 日本のウイスキーの父[67][68][69]
- 武部吉次（たけべ・よしじ） - 小豆島佃煮の父[70]
- 田澤義鋪（たざわ・よしはる） - 青年団の父[71][72]
- 田代義徳（たしろ・よしのり） - 日本整形外科の父[73][74]
- 多田元吉（ただ・もときち） - 近代茶業の父[33]
- 辰野金吾（たつの・きんご） - 近代建築の父[75][76]
- 田中稲城（たなか・いなぎ） - 図書館の父、日本の図書館の父[77][78]
- 田中銀之助（たなか・ぎんのすけ） - 日本ラグビーの父[79][80]
- 田中茂穂（たなか・しげほ） - 日本の魚類学の父、日本の魚類分類学の父[81][82][83]
- 田中館愛橘（たなかだて・あいきつ） - 日本の物理学の父[84][85]
- 田中貞吉（たなか・ていきち） - ペルー移民の父[86][87]
- 田中芳男（たなか・よしお） - 日本の博物館の父[88][89][90]
- 棚橋源太郎（たなはし・げんたろう） - 博物館学の父、日本の博物館の父[91][92][93]
- 田辺朔郎（たなべ・さくろう） - 水運の父[94][95]
- J・C・ダニエル - マラヤーラム語映画の父[96][97]
- 田畑政治（たばた・まさじ）水泳ニッポンの父[98][99]
- 玉井正寿（たまい・まさかず） - 日本のVEの父[100]
- 田村剛（たむら・つよし） - 国立公園の父[101][102]
- 田本研造（たもと・けんぞう） - ドキュメンタリー写真の父、北海道写真の父[103][104]
- アナトリー・タラソフ - ロシアアイスホッケーの父[105]
- タレス - 哲学の父[106][107]
- 田原淳（たわら・すなお） - ペースメーカーの父[108][109]
- エドウィン・ダン - 日本の酪農の父、北海道酪農の父、真駒内用水路の父[110][111][112]
- ハルバート・ダン（英語版） - ウェルネス運動の父[113][114]
- アフメト・ハムディ・タンプナル - トルコ近代文学の父[115]

## ち
- 千蒲善五郎（ちがま・ぜんごろう） - 秋田油田開発の父[116][117]
- 近山晶（ちかやま・あきら） - 宝石学の父[118]
- 池錫永（チ・ソギョン）- 韓国近代医学の父[119][120]
- レイ・チャールズ - ソウル/R&Bの父[121][122][123]
- エドウィン・チャドウィック - 公衆衛生体制の父[124][125]
- ヘンリー・チャドウィック - 野球の父[126][127]
- チャラカ - 医学の父[128][129]
- リファト・チャディルジ - イラク近代建築の父[130][131]
- クラレンス・チャント - カナダの天文学の父[132][133]
- ジャグモハン・チャンドラニ - リトル・インドの父、リトル・インディアの父、インド人コミュニティーの父[134][135][136][137]
- アラン・チューリング - コンピュータの父、人工知能の父、現代計算機科学の父[138][139][140][141][142]
- 張清勤（中国語版）（チョウ・セイキン）- 鳳梨之父（パイナップルの父）[143][144]
- ジェフリー・チョーサー - 英詩の父、イギリス文学の父[145][146][147][148]
- ノーム・チョムスキー - 現代言語学の父[149][150]
- 陳建民（ちん・けんみん） - 四川料理の父[151][152]

## つ
- コンスタンチン・ツィオルコフスキー - 宇宙旅行の父[153][154]
- 崔健（ツイ・チェン） - 中国ロックの父[155][156]
- 土屋又三郎（つちや・またさぶろう） - 加賀藩の農業の父[157][158]
- 都築正男（つづき・まさお） - 原爆症研究の父[159][160]
- 円谷英二（つぶらや・えいじ） - 日本特撮の父[161]
- 坪井玄道（つぼい・げんどう） - 日本の体操の父、学校体育の父[162][163]
- 鶴田法男（つるた・のりお） - Jホラーの父[164][165]
- カール・ツンベルク - 日本植物学の父[166][167]

## て
- アムル・ディアブ - 地中海音楽の父[168]
- ペダニウス・ディオスコリデス - 植物画の父[169]
- ディオファントス - 代数学の父[170][171]
- ジェームス・テイラー (茶園経営者)（英語版） - セイロン紅茶の父[172][173]
- フレデリック・テイラー - 科学的管理法の父[174][175]
- ラッセル・テイラー - 医療用ロボット工学の父[176][177]
- フーリオ・C・テーヨ（英語版） - ペルー考古学の父[178][179]
- ルネ・デカルト - 近代哲学の父[180][181]
- エサイアス・テグネール - Father of modern poetry in Sweden（スウェーデン近代詩の父）[182]
- アンリ・デグランジュ - ツール・ド・フランスの父[183][184]
- デイル・デグロフ - 現代カクテルの父[185]
- 手島精一（てじま・せいいち） - 日本の工業教育の父、工業教育の父[186][187]
- ニコラ・テスラ - 交流モーターの父[188]
- 手塚治虫（てづか・おさむ） - 漫画の父[189][190]
- 鉄川与助（てつかわ・よすけ） - 教会建築の父[191][192]
- ロドルフ・テプフェール - ストーリー漫画の父[193][194]
- メルヴィル・デューイ - 近代図書館の父[195][196]
- デューク・カハナモク - 近代サーフィンの父[197][198]
- マルセル・デュシャン - 現代美術の父、ダダイズムの父[199][200]
- アンリ・デュナン - 赤十字の父[201][202]
- エドワード・テラー - 水爆の父[203][204]
- 寺島宗則（てらしま・むねのり） - 日本電気通信の父[205][206]
- ヨハニス・デ・レーケ - 日本近代土木の父、砂防の父[207][208]

## と
- 土井勝（どい・まさる） - 日本の家庭料理の父[209]
- マーク・トウェイン - アメリカ文学の父[210][211]
- エティエンヌ・ドゥクルー - 近代マイムの父[212][213]
- 東宮鉄男（とうみや・かねお） - 満州移民の父、満蒙開拓移民の父 [214][215]
- 當山久三（とうやま・きゅうぞう） - 沖縄移民の父、海外移民の父[216][217][218]
- ジョゼフ・ピトン・ド・トゥルヌフォール - フランス植物学の父[219][220][221]
- トーマス・A・ドーシー（英語版） - ゴスペルの父[222][223]
- リチャード・ドーソン - アメリカ合衆国の民間伝承の父[224]
- リーナス・トーバルズ - Linuxの父[225][226]
- 遠山正瑛（とおやま・まさえい） - 砂漠緑化の父[227][228]
- 徳川権七（とくがわ・ごんしち） - 植林の父[229][230]
- 徳川宗敬（とくがわ・むねよし） - 緑化の父[231][232]
- 土倉庄三郎（どくら・しょうざぶろう） - 日本林業の父[233][234]
- 土倉龍治郎（どくら・りゅうじろう） - カーネーションの父、台湾水力発電の父[235][236]
- ジョン・ドッド - 台湾烏龍の父、台湾茶業の父[237][238]
- 外崎嘉七（とのさき・かしち） - リンゴ栽培の父[239]
- 飛沢栄三（とびさわ・えいぞう） - 北海道高校野球の父[240][241]
- 飛田穂洲（とびた・すいしゅう） - 学生野球の父[242][243]
- リー・ド・フォレスト - ラジオの父[244][245]
- クリスティアン・トマジウス - ドイツ啓蒙主義の父[246][247]
- 富田砕花（とみた・さいか） - 兵庫県文化の父[248][249]
- 富本憲吉（とみもと・けんきち） - 近代陶芸の父[250][251]
- レイ・トムリンソン - 電子メールの父[252][253]
- ロジャー・トムリンソン（英語版） - GISの父[254][255]
- 留岡幸助（とめおか・こうすけ） - 感化事業の父[256][257]
- 豊沢豊雄（とよさわ・とよお） - 大衆発明家の父[258][259]
- ジョン・ドライデン - イギリス批評の父[260][261]
- ピーター・ドラッカー - 経営学の父、マネジメントの父[262][263]
- ロバート・トリアス - アメリカ空手の父[264][265]
- 鳥井信治郎（とりい・しんじろう） - 日本のウイスキーの父[266][267]
- レオ・ドリーブ - フランス・バレエ音楽の父[268]
- フランク・ドレイク - SETIの父[269][270]
- リチャード・トレビシック - 蒸気機関車の父[271][272]
- ヒュー・トレンチャード - イギリス空軍の父[273]
- Gavino Trono（ガヴィーノ・トロノ） - Father of Kappaphycus farming（カッパフィカス農業の父）[274]
- ジェームズ・ドワイト - Father of American Tennis（アメリカのテニスの父）[275][276]
- リチャード・ドンチャン（英語版） - トレンドフォローの父[277][278]
- トーマス・トンピオン - イギリス時計産業の父[279][280]
- ジェームズ・ウォルター・トンプソン（英語版） - 雑誌広告の父、近代広告産業の父[281][282]